# Національна академія внутрішніх справ
Національна академія внутрішніх справ — державний вищий навчальний заклад.

## Історія
Національна академія внутрішніх справ — перший у системі МВС України вищий навчальний заклад, що посідає чільне місце в системі вишів держави та має широке міжнародне визнання.
Майже сторічна історія її становлення бере свій відлік 11 червня 1921 року із заснування місцевих курсів міліціонерів Харківської губміліції. Саме ця дата вважається днем народження нинішньої Національної академії внутрішніх справ.
Рік потому на базі колишніх Курсів створено Школу старшого командного складу робітничо-селянської міліції УСРР, а рішенням РНК УСРР від 25 грудня 1922 року Школу було реорганізовано з прийняттям на державне забезпечення. Після вжиття необхідних організаційних заходів 23 жовтня 1923 року заклад перейменовано на Всеукраїнську школу міліції і кримінального розшуку. Новостворена освітня установа набула статусу республіканської і почала готувати старший командний склад для органів міліції усієї України.
У 1925 році Всеукраїнську школу передислоковано з Харкова до Києва, де в 1936 році навчальний заклад отримує нову назву — Школа старшого начальницького складу робітничо-селянської міліції імені В. А. Балицького, а ще через рік — Київська школа удосконалення начальницького складу робітничо-селянської міліції. У такому статусі вона проіснувала до літа 1941 року.
Наприкінці Другої світової війни школа відновила свою роботу. Згодом вона зазнала низки реорганізацій і перейменувань.
Визначальною віхою в історії навчального закладу став 1960-й — рік створення Вищої школи МВС УРСР шляхом об'єднання філіалу Вищої школи МВС СРСР і Київської спеціальної середньої школи міліції (з 1968 року навчальний заклад стали іменувати Київською вищою школою МВС СРСР). Саме відтоді почався її розвиток як вищого навчального закладу.
Після проголошення  Україною незалежності постановою Кабінету Міністрів України від 27 січня 1992 року було створено Українську академію внутрішніх справ із визнанням її головним науковим та навчально-методичним центром у системі відомчих вищих навчальних закладів, а в грудні 1996 року, відповідно до Указу Президента України, новоствореній академії надано статус Національної. Через дев'ять років, у вересні 2005 року, академію перейменовано на Київський національний університет внутрішніх справ. Розпорядженням Кабінету Міністрів України
«Про реорганізацію деяких вищих навчальних закладів Міністерства внутрішніх справ» від 27 серпня 2010 року № 1709-р КНУВС реорганізовано в Національну академію внутрішніх справ.

## Діяльність
Національна академія внутрішніх справ надає освітні послуги з підготовки фахівців ступенів вищої освіти бакалавра та магістра за спеціальностями: «Право», «Правоохоронна діяльність», «Публічне управління та адміністрування» і «Психологія». У профільних інститутах та факультетах на денній і заочній формах навчається понад 15 тис. слухачів, курсантів і студентів. З 2016 року функціонує кафедра військової підготовки офіцерів запасу.
В юридичному ліцеї навчаються діти, чиї батьки — співробітники правоохоронних органів, загинули або зазнали каліцтва під час виконання службових обов'язків, у тому числі в районі проведення антитерористичної операції.
Наші випускники на різних посадах несуть службу в кожному підрозділі МВС України та Національної поліції України, а також працюють в органах прокуратури, юстиції, СБУ, Державної фіскальної служби, Державної пенітенціарної служби, судових органах, в юридичній сфері тощо. Серед них нинішні і колишні керівники центральних органів виконавчої влади, підрозділів правоохоронної та судової системи. Саме Національна академія підготувала перших патрульних поліцейських для Києва та області й успішно продовжує цю діяльність.

 
Академія є членом Асоціації Європейських поліцейських коледжів, учасником Конференції керівників вищих навчальних закладів поліції країн Центральної та Східної Європи, підтримує робочі зв'язки з міжнародними організаціями, освітніми закладами та поліцейськими установами багатьох країн, забезпечує підготовку персоналу для миротворчих місій ООН.
|                                                                    |  |  |
| пам'ятна монета "100 років Національній академії внутрішніх справ" |  |  |

Особовий склад академії — резерв МВС і надійний партнер столичного гарнізону поліції у забезпеченні публічного порядку та безпеки під час масових заходів у Києві та області.
За підсумками щорічних незалежних соціологічних досліджень НАВС підтверджує свій достатньо високий рейтинг − її неодноразово нагороджено авторитетною відзнакою «Софія Київська» та визнано кращим вищим навчальним закладом у правоохоронній системі.
Таким чином, поступово зміцнюючи свій потенціал відповідно до вимог МВС України, академія нині розвивається у всі напрямах інноваційної освітньої діяльності та зарекомендувала себе як провідний науковий і методичний центр, базовий заклад для підготовки нової генерації правоохоронців.
18 травня 2021 року Національний банк України ввів в обіг пам'ятну монету "100 років Національній академії внутрішніх справ" номіналом 2 гривні.

## Структурні підрозділи академії
- Навчально-наукові інститути

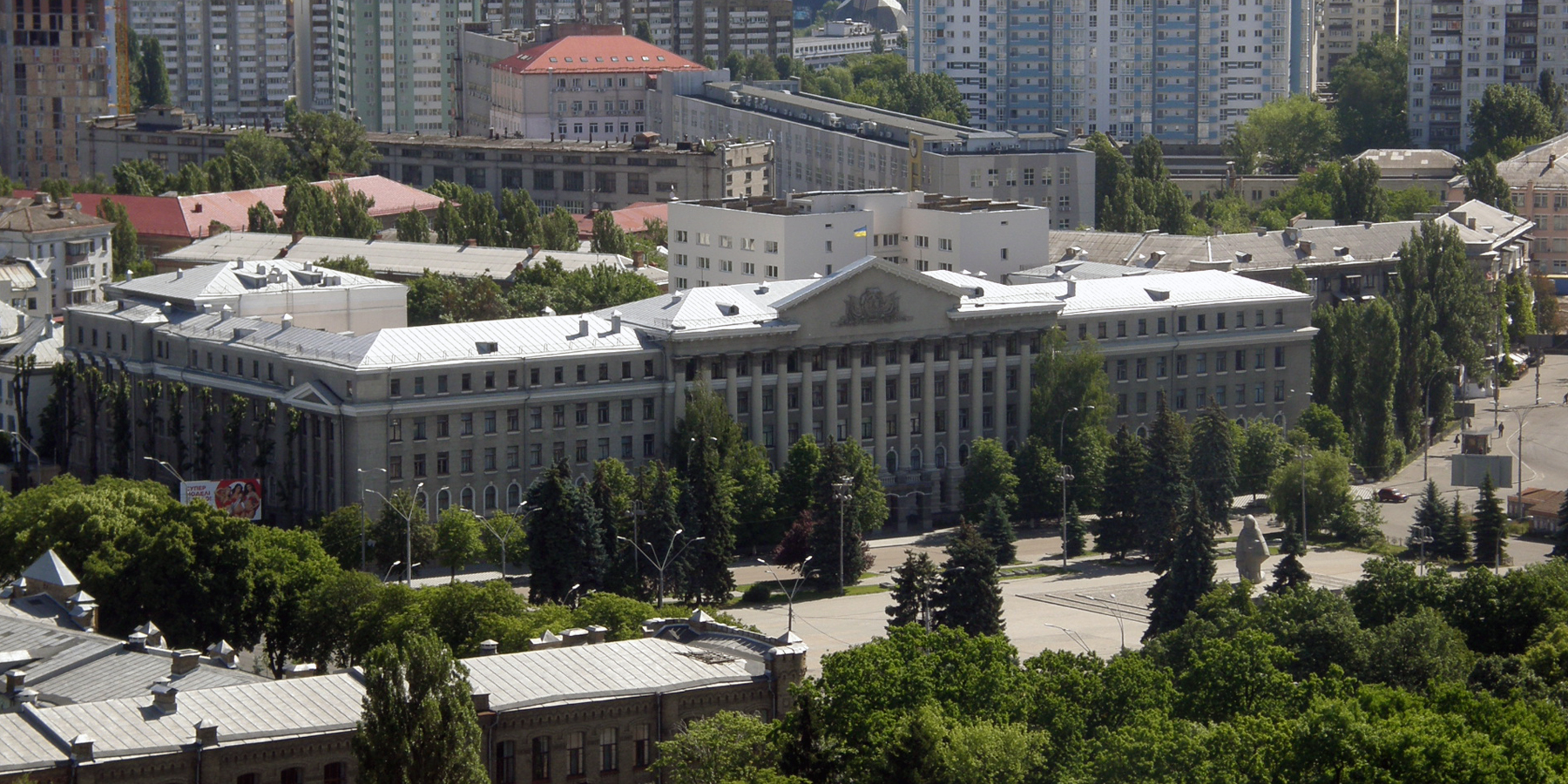
будівля Академії на Солом'янській площі

  - Навчально-науковий інститут № 1 (вул. Народного Ополчення, 9)
  - Навчально-науковий інститут № 2 (вул. Ірини Бекешкіної, 3)
  - Навчально-науковий інститут № 3 (ліквідований 2023 року)
  - Навчально-науковий інститут заочного та дистанційного навчання
- Інститути та факультети
  - Інститут післядипломної освіти
  - Інститут кримінально-виконавчої служби
  - Прикарпатський факультет (м. Івано-Франківськ, вул. Національної Гвардії, 3)
- Інші навчальні підрозділи
  - Юридичний ліцей ім. Ярослава Кондратьєва
  - Навчально-тренувальне відділення домедичної підготовки
  - Навчально-практичний центр курсової спеціальної підготовки та підвищення кваліфікації фахівців у сфері піротехнічних виробів
- Загальноакадемічні кафедри
- Відділи
- Інші підрозділи
- Докторантура та аспірантура[4]

## Начальники КВШ МВС
1. Полковник внутрішньої служби Самойленко Андрій Веніамінович (1958—1960)
2. Полковник внутрішньої служби Стеценко Віктор Спиридонович (1960—1962)
3. Генерал внутрішньої служби Бровкін Олексій Миколайович (1962—1967)
4. Генерал-майор міліції Дегтярьов Іван Леонтійович (1967—1980)
5. Генерал-лейтенант міліції Захаров Віталій Федорович (1980—1983)
6. Генерал-майор міліції Снєжинський Велеонін Мар'янович (1983—1992)

## Ректори
1. Генерал-полковник міліції Розенко Віталій Іванович (1992—1994)
2. Генерал-полковник міліції Кондратьєв Ярослав Юрійович (1994—2005)
3. Генерал-лейтенант міліції Моісеєв Євген Миколайович (2005—2010)
4. Генерал-лейтенант міліції Коваленко Валентин Васильович (04.2010-2014)
5. Генерал поліції першого рангу Чернєй Володимир Васильович (2014-2024)
6. Генерал поліції 3-го рангу Сербин Руслан Андрійович (12.2024-до т.ч.)[5]

## Наукова діяльність
У НАВС функціонують шість спеціалізованих вчених рад із захисту дисертацій на здобуття ступенів вищої освіти доктора наук та доктора філософії, відкритих за дев'ятьма науковими спеціальностями. Сформувалися та успішно розвиваються наукові школи з проблем українського конституціоналізму, теоретичних основ забезпечення прав і свобод людини, адміністративного права і процесу, цивільного та господарського права, кримінального права, кримінального процесу та криміналістики, кримінології та кримінально-виконавчого права, філософії права та юридичної психології, теорії та практики оперативно-розшукової діяльності, поліцеїстики тощо. Акцентовано увагу й на сучасних напрямах досліджень з юридичної компаративістики, кримінологічної віктимології, економічної безпеки, психологічної реабілітації, запровадження поліграфних технологій та ін. Низку досліджень підтверджено державними патентами на винаходи і відзначено державними преміями. Академія розвиває власні наукові школи, які відомі не тільки в Україні, але й поза її межами, серед яких наукові школи Удалової Л. Д., Карпова Н. С., Горбачевського В. Я.,Письменного Д. П., Смітієнко З. Д., Азарова Ю. І.
| Засновник школи                | Рік заснування | Кафедра                       | Основні напрямки наукового пошуку | Здобутки                                                                       |
| ------------------------------ | -------------- | ----------------------------- | --- | ------------------------------------------------------------------------------ |
| Дубинський Анатолій Якович     | 1972           | кафедра кримінального процесу | історія становлення та розвитку кримінального процесу України, загальні положення досудового розслідування, процесуальне становище учасників кримінального процесу | підготовлено і захищено 16 кандидатських дисертацій                            |
| Смітієнко Зінаїда Дмитрівна    | 1992           | кафедра кримінального процесу | завдання кримінального процесу, принципи (засади) кримінального процесу, докази та доказування у кримінальному судочинстві | було підготовлено і захищено 16 кандидатських дисертацій                       |
| Карпов Н. С.                   | 2002           | кафедра кримінального процесу | криміналістичні аспекти протидії злочинної діяльності, доказування у кримінальному провадженні, використання матеріалів оперативно-розшукової діяльності в кримінальному судочинстві | підготовлено і захищено 7 кандидатських дисертацій.                            |
| Стахівський Сергій Миколайович | 2003           | кафедра кримінального процесу | доказове право, особливі порядки кримінального провадження, проблеми досудового та судового провадження | підготовлено і захищено 8 кандидатських дисертацій                             |
| Удалова Лариса Давидівна       | 2003           | кафедра кримінального процесу | завдання кримінального процесу, засади кримінального процесу, надання правової допомоги під час досудового розслідування, кримінально-процесуальні функції, запобіжні заходи в кримінальному процесі, проведення слідчих (розшукових) дій, забезпечення відшкодування шкоди незаконно засудженим особам | підготовлено і захищено 1 докторську дисертацію та 45 кандидатських дисертацій |
| Письменний Дмитро Петрович     | 2004           | кафедра кримінального процесу | процесуальна діяльність слідчого, розслідування злочинів слідчою та слідчо-оперативною групою, моральні засади доказування | підготовлено і захищено 9 кандидатських дисертацій                             |
| Галаган Олександр Іванович     | 2008           | кафедра кримінального процесу | забезпечення прав та законних інтересів суб'єктів кримінального судочинства, особливості розслідування суспільно-небезпечних діянь осіб, що визнаються неосудними | підготовлено і захищено 9 кандидатських дисертацій                             |
| Азаров Юрій Іванович           | 2008           | кафедра кримінального процесу | кримінально-процесуальні гарантії, суб'єкти кримінального процесу, процесуальна діяльність слідчого | підготовлено і захищено 8 кандидатських дисертацій                             |